# 11578 Cimabue
11578 Cimabue este un asteroid din centura principală de asteroizi.

## Descriere
11578 Cimabue este un asteroid din centura principală de asteroizi. A fost descoperit pe 4 martie 1994 la Colleverde de Vincenzo Silvano Casulli. Asteroidul prezintă o orbită caracterizată de o semiaxă mare de 2,47 ua, o excentricitate de 0,08 și o înclinație de 6,6° în raport cu ecliptica.